# Cristian Insaurralde
Cristian Manuel Insaurralde (Villa Mercedes, 20 luglio 1991) è un calciatore argentino, attaccante dell'Unión La Calera in prestito dal Cobreloa.